# Anglo-Français de Petite Vénerie
Anglo-Français de Petite Vénerie là một giống chó cỡ trung bình được nuôi như một con chó săn. Nó là một trong những giống chó săn Anh Pháp được tạo ra bằng cách lai tạo những con chó săn Pháp với chó săn Anh. Cái tên Petite Vénerie không có nghĩa là chó này nhỏ mà là săn bắt những con mồi nhỏ.

## Lịch sử
Anglo-Français de Petite Vénerie được lai tạo với những con chó Anglo-French với Harrier (Beagle) và Poitevin, cũng cùng với Petit Gascon-Saintongeois và Chó săn Gascony lam nhỏ. Những con chó săn Pháp có một lịch sử rất dài, với những giống địa phương được công nhận vào thế kỷ 16. Không giống như những con chó săn lớn khác, lúc đầu Anglo-Français de Petite Vénerie không có ý định nuôi để săn bắt.Nó chủ yếu được sử dụng trong Chasse-à-Tir. Trước năm 1978, giống này được gọi là Petit Anglo-Français, vì nó là loài nhỏ nhất trong số những con chó Anglo-Pháp.
Loài này được công nhận ở nước xuất xứ của nó bởi Société Centrale Canine (French Kennel Club) và quốc tế vào năm 1983 bởi Liên minh nghiên cứu chó quốc tế (FCI) ở Nhóm 6, Scenthound. Ở Pháp, nó được lai tạo và chủ yếu nuôi như một con chó săn. Giống này được xuất khẩu sang Bắc Mĩ, nơi nó được công nhận bởi Câu lạc bộ đăng ký chó thuần chủng Liên bang. Ở Ý, giống này đã được nuôi để săn lợn rừng ở vùng núi Liguria.

## Sức khỏe và tập tính
Bởi vì đây là những con chó săn hoạt động thường được nuôi ở khu vực nông thôn, chúng có thể không thích hợp cho cuộc sống của thành phố hoặc gia đình. Không có vấn đề gì về sức khỏe, nhưng tai phải được kiểm tra thường xuyên, vì "môi trường ẩm ướt dưới tai tạo điều kiện thuận lợi cho sự phát triển của nấm hoặc vi khuẩn."

## Tên tương tự và các giống liên quan
Cái tên Anglo-Francais de Moyen Vénerie đôi khi được nhìn thấy ở Bắc Mỹ, mặc dù không giống như vậy được liệt kê trong French Kennel Club hoặc Liên minh nghiên cứu chó quốc tế. Nó được liệt kê với nhiều câu lạc bộ nhỏ ở Hoa Kỳ, có thể thông qua sự hiểu lầm rằng tên Petite Vénerie không phải là con chó nhỏ mà là chó sân mồi nhỏ, khi các câu lạc bộ Mỹ nhận thấy rằng Petite Vénerie là một con chó có kích thước trung bình đến lớn, nên đã đổi tên thành Moyen Vénerie.
Những con chó săn Pháp có kích thước trung bình đến lớn (moyen) bao gồm như chó Ariégeois, Beagle-Harrier, Chó săn Artois, Porcelaine, Chó săn Gascony lam nhỏ, Gascon Saintongeois, Briquet griffon vendéen, Griffon Bleu de Gascogne, Griffon Fauve de Bretagne, và Griffon Nivernais.
Những con chó săn lớn của Pháp được sử dụng để săn bắn lớn như Poitevin, Billy, Chien Français Tricolore, Chien Français Blanc et Noir, Chien Français Blanc et Orange, Chó săn Anh Pháp lớn tam thể, Chó săn Anh Pháp lớn đen trắng, Chó săn Anh Pháp lớn cam trắng, Grand Bleu de Gascogne, Gascon Saintongeois, Grand Gascon saintongeois, và Grand Griffon Vendéen.